# 平井将太郎
平井 将太郎（ひらい しょうたろう、1995年4月3日 - ）は、日本出身のラグビーユニオン選手。2025年現在ジャパンラグビーリーグワンに参戦する浦安D-Rocksに所属している。

## プロフィール
- 長崎県出身[1]。
- ポジションはプロップ(PR)。
- 身長 185 cm、体重 125 kg
- 国体の長崎県代表に選ばれたことがある[2]。

## 来歴
2014年、長崎南山高校卒業後、帝京大学に入る。
2018年、帝京大学卒業後、NTTコミュニケーションズシャイニングアークスに加入。同年10月13日に行われたジャパンラグビートップリーグ第6節のトヨタ自動車ヴェルブリッツ戦にて途中出場で公式戦初出場を果たす。
2022年7月、NTT再編に伴う新チーム浦安D-Rocks選手スコッドに選ばれた。